# Serenoa repens
Genre
Espèce
Classification phylogénétique
Serenoa repens, le palmier scie est une espèce de palmiers nains. Comme d'autres espèces, il est appelé « Palmier de Floride », «Saw Palmetto »  ou « Chou palmiste ». C'est l'unique espèce reconnue pour le genre Serenoa, de la famille des Arecaceae.
Palmier nain, de 1,5 à 2,5 m de hauteur, l’espèce a un stipe (faux-tronc) la plupart du temps rampant, souvent un peu enfoui avec l’âge. Il forme en général des colonies denses et impénétrables en raison de ses pétioles épineux.
Un extrait de fruit du palmier de Floride, Serenoa repens, est utilisé dans  le traitement des troubles urinaires liés à une hypertrophie bénigne de la prostate ainsi que dans le traitement de la calvitie.

## Position dans lasystématique
- Famille des Arecaceae
  -  Sous-famille des Coryphoideae
    -  Tribu des Trachycarpeae

Ce genre partage cette tribu (des « non encore placés ») avec six autres genres : Acoelorrhaphe, Brahea, Colpothrinax, Copernicia, Pritchardia, Washingtonia.

## Nomenclature et étymologie
Le naturaliste américain William Bartram (1739-1823) a d’abord décrit l’espèce sous le nom de Corypha repens, en 1791, puis John Kunkel Small, un botaniste américain du début du XXe siècle, l’a reclassé sous le nom de Serenoa repens en 1926 dans Journal of the New York Botanical Garden 27(321): 197.
Le nom de genre Serenoa a été dédié au botaniste américain Sereno Watson (1826-1892), connu pour ses contributions à la classification des plantes.
L’épithète spécifique repens est un terme latin dérivé de repo, signifiant « ramper », dont la forme épithète signifie « rampant ». L'adjectif "repens" fait donc référence au type de croissance de l’espèce, qui a des tiges rampantes ou se propageant horizontalement sur le sol.

## Synonymes
Selon POWO, le nom accepté Serenoa repens a pour synonymes:

### Synonyme homotypique
- Corypha repens W.Bartram in Travels Carolina: 61 (1791)

### Synonymes hétérotypiques
- Brahea serrulata (Michx.) H.Wendl.
- Chamaerops serrulata Michx.
- Corypha obliqua W.Bartram
- Diglossophyllum serrulatum (Michx.)
- Sabal serrulata (Michx.) Schaedtler
- Serenoa repens f. glauca Moldenke
- Serenoa serrulata (Michx.) Hook.f.

## Description
Palmier de 1,5 à 2,5 mètres de hauteur, à croissance lente, formant des colonies denses.
- Stipes fibreux assez minces et très souvent multiples (palmier multipliant), la plupart du temps rampants, souvent un peu enfouis avec l'âge. C'est ce comportement rampant qui explique que la pointe des feuilles ne dépasse pas souvent 2,5 m de haut. Certains individus sont néanmoins à port dressé[5].
- Feuilles : Palmées, aplaties, très divisées en segments rigides, de couleur verte, vert glauque bleuté, vert jaunâtre ou blanc-argenté selon les formes, à petites épines recourbées le long des pétioles (d'où le nom de « palmier scie »).
- Fleurs : inflorescences naissant entre les feuilles, leur pédoncule étant plus courts que celui des feuilles. Fleurs de 4-5 mm, avec 3 carpelles, de couleur blanc d'ivoire, 3-6 étamines. Les inflorescences sont émises dès que les températures le permettent.
- Fruits : drupes globuleuses-ellipsoïdes, vertes puis orange et enfin noires à maturité. 1,6 - 2,5 cm long, 1,2 - 1,9 cm de diamètre. Elles mûrissent pendant la saison des pluies.

## Écologie et culture
- Écologie : Subtropicale. Croissance très lente dans ses habitats naturels. Naturellement, se multiplie par semences et végétativement par l'apparition de rejets le long du stipe (phénomène très rare chez les palmiers, qui habituellement n'ont qu'un seul bourgeon terminal à l'extrémité du stipe qui ne se divise pas). Résiste aux climats maritimes, aux sols salins et à la faible luminosité. Résistant à la sécheresse. Résiste à l'inondation. Extrêmement résistant au feu. Résistant au gel (supporte jusqu'à -8 à -12 °C pour la forme bleue et jusqu'à -15 °C pour la forme verte).
- Culture : ce palmier n'est toujours pas cultivé à grande échelle (en 2006). Les pépiniéristes de Floride le multiplient un peu (par graines). Les variétés à feuilles vert bleuté, très multipliantes, sont préférées pour un usage ornemental. Les fruits récoltés sur les peuplements naturels et séchés sont commercialisés.

## Répartition géographique et habitat

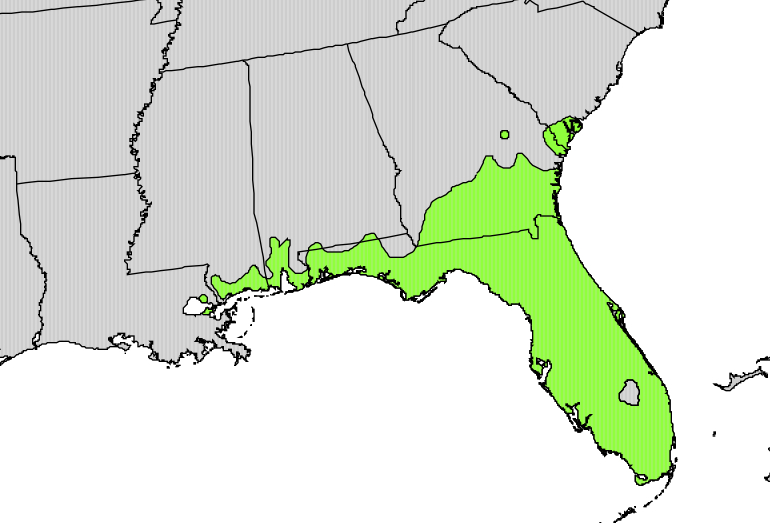
Répartition géographique

Le type a été décrit en 1791 par William Bartram qui l’observa dans l'île Saint-Simons en Géorgie (États-Unis).
Répartition : Floride surtout, Caroline du Sud, Texas, sud-est de la Géorgie et de la Louisiane, Sud de l'Alabama et du Mississippi.
Présent dans diverses régions d'Amérique centrale. Il s'agit donc d'une espèce de l'Amérique subtropicale.
Il affectionne les terrains secs et sableux, les dunes et les plaines côtières, en sous-bois des pinèdes inondables ou non. Il couvre de grandes surfaces dans une grande partie de la Floride, pouvant former des peuplements assez impénétrables. Des incendies frappent fréquemment son habitat mais ce palmier est capable de surmonter les ravages du feu.
Par son écologie, ce palmier apparaît comme une plante rustique.

## Usages
Les usages notables sont essentiellement de deux ordres : alimentaire et médicinal.

### Usage alimentaire
Les fruits, évoquant des olives noires par leur taille, forme et couleur, ont été consommés comme des « petites dattes » par les indigènes pendant des siècles en Floride, Géorgie, Louisiane et dans d'autres états du sud-est de l'Amérique du Nord.

### Usage médicinal
Les anciens habitants indigènes (Indiens de Floride et peut-être aussi les Maya), semblent avoir eu connaissance de propriétés médicinales de la plante, et lui attribuaient des propriétés aphrodisiaques (philtre d'amour). En médecine traditionnelle, les Indiens auraient utilisé les fruits pour soigner la cystite, la gonorrhée, l'hyperplasie prostatique et les irritations des muqueuses.
On y a récemment identifié et redécouvert certains principes actifs intéressants, et les extraits de plante entrent actuellement dans la composition de plusieurs préparations pharmaceutiques. Le produit est souvent utilisé en médecine naturelle.
L'extrait de fruit (extrait lipidostérolique) a été mis sur le marché par certains laboratoires pour traiter des troubles urinaires, notamment mictionnels, liés à l'hypertrophie bénigne de la prostate (adénome de la prostate). Mais on ne connaît pas les molécules responsables de cette action. L'extrait aurait des propriétés décongestionnantes sur l'appareil urinaire, en freinant l'action de l'hormone mâle sur la prostate, ce qui permettrait de retarder le développement des adénomes prostatiques.
Son efficacité n'a cependant pas été démontrée, du moins sur les symptômes.
La Haute Autorité de santé (HAS), en France, conclut le 16 mars 2005 que « le rapport efficacité/sécurité de cette spécialité dans cette indication est modeste » et que le niveau de service médical rendu est modéré.
Cependant le dictionnaire Vidal de 2013 indique que des travaux expérimentaux réalisés chez l'animal ou in vitro sur des cellules prostatiques ont montré que l'extrait lipidostérolique de Serenoa repens présente des propriétés d'inhibition non compétitive de la 5-alpha réductase (types 1 et 2), enzyme transformant la testostérone en son métabolite actif, la dihydrotestostérone ou DHT qui stimule deux fois plus la croissance de la prostate.
Dans l'hypertrophie bénigne de la prostate, la DHT est présente en grande quantité. Cette inhibition entraîne une diminution du taux de DHT et par là même une diminution des symptômes. L'hypertrophie bénigne de la prostate est un processus multifactoriel, où la durée de l'exposition aux hormones androgènes, les changements hormonaux liés à l'âge, et d'autres facteurs physiologiques jouent un rôle crucial dans l'apparition des symptômes chez le sujet âgé.
Il inhibe la formation de prostaglandines et de leucotriènes (mis en évidence sur des polynucléaires) et freine la prolifération de cellules provenant d'hyperplasie bénigne de la prostate, et stimulées par des facteurs de croissance. 
Il est aussi utilisé en cosmétologie naturelle pour lutter contre l'alopécie androgénique masculine. Et ceci, malgré des études menées en double aveugle montrant une efficacité modérée,. En médecine classique, les tests cliniques concluant à son efficacité sont controversés,.
Il entre dans la composition de nombreux compléments alimentaires (alicaments) aux USA, où on ne peut pas homologuer ses extraits comme spécialité pharmaceutique pour des raisons de réglementation.
Enfin, son activité sédative fait qu'il est aussi utilisé dans le traitement de l'insomnie, des crises de toux et de la bronchite.

### Sources supplémentaires
- Article du New England Journal of Medicine du 9 février 2006 : Saw Palmetto for Benign Prostatic Hyperplasia (voir le résumé en anglais sur le site du journal)
- Uhl, N. W. & J. Dransfield, 1987, Genera Palmarum
- Duke, J. A. et al. 2002, Handbook of medicinal herbs

#### Serenoa
- (en) Flora of North America : Serenoa
- (en) Catalogue of Life : Serenoa Hook.f. (consulté le 7 avril 2023)
- (fr + en) ITIS : Serenoa Hook. f.
- (en) NCBI : Serenoa (taxons inclus)
- (en) GRIN : genre Serenoa Hook. f. (+liste d'espèces contenant des synonymes)
- (en) POWO :  Serenoa  Hook.f. (consulté le 12 février 2021)

#### Serenoa repens
- (en) Flora of North America : Serenoa repens
- (en) Catalogue of Life : Serenoa repens (W.Bartram) Small (consulté le 16 décembre 2020)
- (fr + en) ITIS : Serenoa repens (Bartr.) Small
- (en) NCBI : Serenoa repens (taxons inclus)
- (en) GRIN : espèce Serenoa repens (W. Bartram) Small